# العندليب والوردة
العندليب والوردة (بالإنجليزية: The Nightingale and the Rose)‏ هي حكاية خرافية كتبها الشاعر والكاتب المسرحي أوسكار وايلد، نُشرت لأول مرة مضمنة في الأمير السعيد وقصص أخرى مع أربعة قصص للمؤلف سنة 1888.

## القصة
صاح الطالب الشابُّ قائلًا: «لقد قالت إنَّها سترقص معي إذا أحضرتُ لها ورودًا حمراءَ، ولكن لا توجد وردة حمراء واحدة في حديقتي كلها.»
سمعَتْه أنثى العندليب من عُشِّها في شجرة البلوط الأخضر، ونظرت من خلال الأوراق متسائلةً.
صاح وعيناه الجميلتان مُغْرَوْرِقتان بالدموع: «ولا وردة حمراء واحدة في حديقتي كلها! آه، كم تتوقَّف السعادة على أشياء صغيرة! لقد قرأت كل ما كتبه الحكماء، وفي جعبتي كل أسرار الفلسفة، ولكن لعدم وجود وردة حمراء واحدة، أصبحت حياتي بائسة.»
قالت أنثى العندليب: «ها هو أخيرًا، مثالٌ على الحبيب الصادق. ليلةً تِلْو أخرى كنتُ أغرِّد ذاكرةً إيَّاه، مع أني لم أكن أعرفه؛ ليلةً تِلْو أخرى رويت قصته للنجوم، وها أنا الآن أراه. شعره داكن كزهرة الخزامى، وشفتاه حمراوان مثل الوردة التي يرغب فيها؛ ولكن الوَجْد قد جعل وجهه مثل العاج الباهت، ووضع الحزن بَصْمَته على جبينه.»
تمتم الطالب الشابُّ قائلًا: «سيقيم الأمير حفلةً راقصة ليلة غد، وستكون حبيبتي ضمن الحضور. إن أحضرتُ لها وردة حمراء، فسترقص معي حتى الفجر. إن أحضرتُ لها وردة حمراء، فسوف أضمُّها بين ذراعَيَّ، وسيميل رأسها على كتفي، وستُعانق كفُّها كفِّي. ولكن لا توجد وردة حمراء في حديقتي؛ لذا سأجلس وحيدًا، وستضيع مني. لن تعيرني اهتمامًا، وسينفطر قلبي.»
قالت أنثى العندليب: «ها هو حقًّا الحبيب الصادق الذي أتغنَّى به. إنه يتعذَّب؛ فما أعتبره سعادةً، يمثِّل له ألمًا. الحب شيء رائع بكل تأكيد. إنه أثمن من الزُّمُرُّد، وأغلى من أحجار الأوبال الكريمة. لا تستطيع اللآلئ ولا أحجار الجارنيت الكريمة أن تشتريه، ولا يمكن عرضه في الأسواق. لا يمكن شراؤه من التُّجَّار، ولا يمكن أن يُوزَن بميزان بالذهب.»
قال الطالب الشابُّ: «سيجلس الموسيقيون في شُرْفَة العزف الخاصة بهم، ويعزفون على آلاتهم الوترية، وسترقص حبيبتي على أنغام القيثارة والكمان. سترقص بخِفَّة شديدة بحيث لن تلامس قدماها الأرض، بينما سيحتشد حولها المتودِّدون في ثيابهم الزاهية. لكنها لن ترقص معي؛ لأنني لا أملك وردةً حمراء أمنحها إيَّاها.» وألقى بنفسه على العُشب ودفن وجهه في يدَيه، وبكى.
تساءل ذَكَر سحلية أخضر صغير، بينما كان يَمُرُّ به راكضًا وذيلُه مرفوع في الهواء، قائلًا: «لماذا يبكي؟»
قالت فراشة كانت ترفرف في الأرجاء ملاحِقةً شعاعًا من أشعة الشمس: «حقًّا، لماذا؟»
همست زهرة أقحوان لجارتها بصوت ناعم خفيض: «حقًّا، لماذا؟»
فقالت أنثى العندليب: «إنه يبكي من أجل وردة حمراء.»
فصاحوا قائلين: «من أجل وردة حمراء! يا له من أمر مثير للسخرية.» وضحك ذَكَر السحلية الصغير دون تَحفُّظ، إذ كان ساخرًا نوعًا ما.
إلا أن أنثى العندليب كانت تفهم سِرَّ حزن الطالب، وجلست صامتة في شجرة البلوط وهي تفكر في غموض الحب.
فجأةً، فردت جناحَيها البُنِّيَّين لتطير، وحَلَّقَت في الهواء. مَرَّت كالظل عبر البستان، وكالظل طافت عبر الحديقة.
في وسط الأرض المغطاة بالحشائش كانت تقف شجرة ورود جميلة، وعندما رأتها، طارت نحوها، وحَطَّت على أحد أغصانها.
صاحت قائلة: «امنحيني وردةً حمراء، وسأغنِّي لكِ أعذب أغنياتي.»
ولكن الشجرة هزَّت رأسها رفضًا.
وأجابتها قائلة: «ورودي بيضاء كزَبَد البحر، وأكثر بياضًا من الثلج على قِمَم الجبال. ولكن اذهبي لأختي التي تنمو عند الساعة الشمسية القديمة، فلربما تُعطيكِ ما تريدين.»
فطارت أنثى العندليب إلى شجرة الورد التي تنمو عند الساعة الشمسية القديمة.
وصاحت قائلة: «امنحيني وردةً حمراء، وسأغنِّي لكِ أجمل أغنياتي.»
ولكن الشجرة هزَّت رأسها رفضًا.
وأجابتها قائلة: «ورودي صفراء كشعر حورية بحر تجلس على عرشٍ من الكَهْرمان، وأكثر اصفرارًا من زهرة النرجس الصفراء التي تُزْهِرُ في المروج قبل أن يأتي جازُّ العشب بمنجله. ولكن اذهبي لأختي التي تنمو تحت نافذة الطالب، فلربما تُعطيكِ ما تريدين.»
فطارت أنثى العندليب إلى شجرة الورد التي كانت تنمو تحت نافذة الطالب.
وصاحت قائلةً: «امنحيني وردةً حمراء، وسأغنِّي لكِ أجمل أغنياتي.»
ولكن الشجرة هزَّت رأسها رفضًا.
وأجابتها قائلةً: «ورودي حمراء كأقدام الحمامة، وأكثر حُمرةً من فروع المَرْجان المروحيِّ الضخمة التي تتمايل يمينًا ويسارًا في كهوف المحيط. ولكن الشتاء قد بَرَّدَ عروقي، وأمات الصقيعُ براعمي، وكسرت العاصفةُ أغصاني، ولن يكون لديَّ أي ورود على الإطلاق هذا العام.»
صاحت أنثى العندليب قائلةً: «كل ما أريده هو وردة حمراء واحدة، وردة حمراء واحدة فحسب! ألا توجد أي طريقة يمكنني بها أن أحصل عليها؟»
أجابت الشجرة: «توجد طريقة، ولكنها رهيبة بشدَّة لدرجة أنني لا أجرؤ على إخبارِكِ بها.»
فقالت أنثى العندليب: «أخبريني، فلستُ خائفة.»
فقالت الشجرة: «إن كنتِ تريدين وردةً حمراء، فلا بُدَّ أن توجديها من الموسيقى إلى جانب ضوء القمر، وتصبغيها بدم قلبك. لا بُدَّ أن تُغَنِّي لي وفي صدرك شوكة. لا بُدَّ أن تُغَنِّي لي طوال الليل، ولا بُدَّ أن تخترق الشوكةُ قلبك، وتتدفَّق دماؤك إلى عروقي وتصبح لي.»
صاحت أنثى العندليب قائلة: «إن الموت ثمنٌ باهظٌ لقاء الحصول على وردة حمراء، والحياة عزيزة للغاية على الجميع. إنه شيء سارٌّ أن أجلس على الخشب الأخضر، وأن أشاهد الشمس في عربتها الذهبية والقمر في عربته اللؤلؤية. كم هي جميلة رائحة زهر الزعرور، وكم هي جميلة زهور الجريس الزرقاء التي تختبئ في الوادي، ونبات الخلنج الذي يتمايل على التلال. ومع ذلك، فالحب أفضل من الحياة، فما أهمية قلب طائر مقارنة بقلب الإنسان؟!»
وهكذا فردت أنثى العندليب جناحَيها البُنِّيَّين لتطير، وحَلَّقَت في الهواء. مَرَّت فوق الحديقة كالظل، وكالظل طافت عبر البستان.
كان الطالب الشابُّ لا يزال راقدًا على العشب كما تركَتْه، ولم تكن الدموع قد جَفَّت بعد في عينَيه الجميلتَين.
صاحت أنثى العندليب قائلة: «ابتهج، ابتهج؛ فستحصل على وردتك الحمراء. سأوجدها من الموسيقى إلى جانب ضوء القمر، وسأصبغها بدم قلبي. كل ما أطلبه منك في المقابل هو أن تكون حبيبًا صادقًا، فالحبُّ أَشَدُّ حكمةً من الفلسفة — مع أنها حكيمة — وأقوى من العنفوان — مع قوة العنفوان. الحب تصطبغ أجنحته وجسده بألوان اللهب، وشفتاه في حلاوة العسل، وأنفاسه في طِيب البخور.»
رفع الطالب رأسه من فوق العشب ونظر لأعلى وأنصت، ولكنه لم يفهم ما كانت أنثى العندليب تقول له، إذ لم يكن يعرف سوى الأشياء المدوَّنة في الكتب فحسب.
ولكن شجرة البلوط فهمت كلام أنثى العندليب وحَزِنَت؛ لأنها كانت مولعةً بشدة بأنثى العندليب الصغيرة التي كانت قد بَنَت عُشَّها بين فروعها.
همست الشجرة قائلةً: «غَنِّي لي أغنيةً أخيرة، فسأشعر بالوحدة الشديدة عند رحيلك.»
وهكذا، غَنَّت أنثى العندليب لشجرة البلوط، وكان صوتها يشبه خرير الماء المترقرق من جَرَّة فِضية.
عندما انتهت من أغنيتها نهض الطالب، وسحب دفتر ملاحظات وقلمًا رصاصًا من جَيْبِه.
حدَّث نفسه وهو يسير مبتعدًا عبر البستان، قائلًا: «لديها جسد، هذا لا يمكن إنكاره، ولكن هل لديها شعور؟ لا أظن ذلك. في الواقع، إنها كمعظم الفنَّانين؛ تتمتَّع بالمهارة ولكن دون أيِّ صدق. فهي لن تضحِّي بنفسها من أجل الآخرين. كل ما تفكِّر فيه هو الموسيقى، ويعلم الجميع أن الفنون تتسم بالأنانية. ومع ذلك، لا بُدَّ أن أعترف بأن لديها بعضَ النغمات الصوتية الجميلة. ولكنها لا تعني أي شيء للأسف، ولا تُجدي نفعًا.» ومضى إلى غرفته، واستلقى على سريره الصغير، وبدأ يفكِّر في محبوبته؛ وبعد بعض الوقت، غالَبَه النعاس.
وعندما تألَّق القمر في السماء، طارت أنثى العندليب إلى شجرة الورد ووضعت الشوكة في مواجهة صَدْرها. طوال الليل ظلَّت تُغنِّي والشوكة في صدرها، وهبط القمر البارد البلوري من عَلْيائِه وأنصت إليها. طوال الليل غَنَّت، واخترقت الشوكة صدرها أعمق فأعمق حتى نزف دَمُها.
غَنَّت في البداية عن تولُّد الحب في قلب فتًى وفتاة. وعلى قِمَّة أعلى غصن في شجرة الورد، تفتَّحت وردة رائعة، بتلة تلِوَ الأخرى، كلَّما غَنَّت أنثى العندليب أغنية تِلْو الأخرى. كانت شاحبةً في البداية، كالضَّباب الذي يُغطِّي النهر؛ شاحبةً كتباشير الصباح، وفضية كأجنحة الفجر؛ كظِلِّ الوردة في مرآة من الفضة، كظِلِّ الوردة على صفحة الماء، هكذا كانت الوردة التي تفتَّحت على قِمَّة أعلى غصن في الشجرة.
إلَّا أن الشجرة هتفت لأنثى العندليب، طالبةً منها أن تضغط الشوكة أكثر في صدرها، قائلةً: «اضغطي أكثر — يا أنثى العندليب الصغيرة — وإلا فسيحُلُّ النهار قبل أن تكتمل الوردة.»
لذا ضغطت أنثى العندليب بصدرها أكثر على الشوكة، وارتفع صوت غنائها أكثر فأكثر، إذ كانت تغنِّي عن ولادة العاطفة في روح رجل وفتاة.
فسرى تورُّدٌ ورديٌّ لطيفٌ في أوراق الوردة، كحُمْرة الخجل التي تسري في وجه عروس عندما يُقبِّل شفتَي عروسه. لكنَّ الشوكة لم تكن قد وصلت بعد إلى قلبها، فبقيَ قلب الوردة أبيض، لأن دماء قلب أنثى العندليب وحدها هي التي بمقدورها تخضيب قلب الوردة بلونٍ قرمزي.
هتفت الشجرة لأنثى العندليب، طالبةً منها أن تضغط بصدرها أكثر على الشوكة، قائلة: «اضغطي أكثر يا أنثى العندليب الصغيرة، وإلا فسيحلُّ النهار قبل أن تكتمل الوردة.»
لذا ضغطت أنثى العندليب بصدرها أكثر على الشوكة، حتى لامست الشوكة قلبها، فسرت وخزةُ ألمٍ قاتلة عبر جسدها. كان الألم مريرًا، مريرًا كان الألم، فازداد جموح أغنيتها أكثر فأكثر، إذ كانت تغنِّي عن الحب الذي يصل بالموت إلى الكمال، عن الحب الذي لا يموت في القبر.
تحوَّلت الوردة الرائعة إلى اللون القرمزي، كوردة السماء الشرقية. كان إطار البتلات قرمزيًّا وقلب الوردة قرمزيًّا في لون الياقوت.
إلَّا أن صوت أنثى العندليب صار أشد خفوتًا، وبدأت تضرب بجناحَيها الصغيرين ونزلت غشاوةٌ على عينَيها. ضعف غناؤها أكثر فأكثر، وشعرت بشيء في حَلْقها يخنقها.
ثم لفظت آخر دفقة من الموسيقى. سمعها القمر الأبيض، فغفل عن الفجر، وظلَّ ماثلًا في السماء. سمعتها الوردة الحمراء، واختلج كل موضع من جسدها في نشوة، وفَتَّحَت بتلاتها مُستقبِلةً هواء الصباح البارد. حملها الصدى إلى كهفه الأرجواني في التلال، وأيقظ رُعاة الغنم النائمين من أحلامهم. حَلَّق لحنها عبر نباتات القيصوب النامية على ضفاف النهر، والتي بدَوْرها حملت رسالتها إلى البحر.
صاحت الشجرة قائلة: «انظري، انظري! لقد اكتملتِ الوردة.» ولكن أنثى العندليب لم تُجِب، فقد كانت مُمدَّدة على العُشب الطويل وقد لفظت أنفاسها الأخيرة، والشوكة في قلبها.
عند الظهيرة، فتح الطالب نافذته ونظر خارجًا.
صاح قائلًا: «يا إلهي! يا له من حظٍّ رائع! ها هي وردة حمراء! لم أرَ مثيلًا لها في حياتي من قبل. إنها شديدة الجمال، حتى إنَّني متأكِّد أن اسمها سيكون اسمًا لاتينيًّا طويلًا.» وانحنى وقطفها.
ثم وضعها على قبعته وركض إلى منزل الأستاذ وهو يحملها في يده.
كانت ابنة الأستاذ تجلس في المدخل تَلُفُّ الحرير الأزرق على بَكَرة، وكان كلبها الصغير مستلقيًا عند قدمها.
صاح الطالب قائلًا: «قلتِ إنكِ سترقصين معي إن أحضرتُ لكِ وردةً حمراء، ها هي الوردة الأكثر حُمرةً في العالم أجمع. ستضعينها الليلة بجانب قلبك، وبينما نرقص سويًّا ستخبرك كم أحبكِ.»
إلَّا أن الفتاة عَبَسَت. وأجابت قائلةً: «للأسف لن تتناسب مع ثوبي، كما أن ابن أخي حاجب الملك قد أرسل لي مجوهرات حقيقية، ويعلم الجميع أن المجوهرات أغلى ثمنًا بكثير من الزهور.»
قال الطالب بغضبٍ: «حسنًا، حقًّا إنكِ لجاحدة أشدَّ الجحود.» ثم ألقى بالوردة في الشارع، حيث سقطت في البالوعة، ودهستها عجلات إحدى العربات.
فردَّت الفتاة قائلةً: «جاحدة! دعني أخبرك شيئًا، إنك شديد الوقاحة، ومَن أنت على أيَّة حال؟ مجرَّد طالب. لا أعتقد أن لديك أبازيم فضية في حذائك كالتي لدى ابن أخي حاجب الملك.» ونهضت من مقعدها ودخلت المنزل.
قال الطالب وهو يمشي بعيدًا: «إن الحب لشيء سخيف، ففائدته لا ترقى لنصف فائدة المنطق، كما أنه لا يُثبتُ أيَّ شيء، ودائمًا ما يَعِد بأشياء لن تحدث، ويجعل المرء يصدِّق أشياء ليست حقيقية. في الواقع، إنه غير عملي تمامًا، وبما أن العملية هي كل شيء في هذا العصر، فسأعود للفلسفة ولدراسة الميتافيزيقيا.»
وهكذا، عاد إلى غرفته، وسحب كتابًا كبيرًا يكسوه التراب، وبدأ يقرأ.